# Phare de Noss Head
Le phare de Noss Head est un phare qui se trouve près de Wick (Caithness) dans le comté des Highland au nord de l'Écosse. Il est situé en bout de Noss Head, une péninsule sur la côte nord-ouest de Caithness qui surplombe Sinclairs Bay (en) au nord-est de Wick. Il est remarquable comme étant le premier phare qui a été construit avec une lanterne en saillie.
Ce phare est géré par le Northern Lighthouse Board (NLB) à Édimbourg,l'organisation de l'aide maritime des côtes de l'Écosse.
Il est maintenant protégé en tant que monument classé du Royaume-Uni de catégorie A.

## Histoire
Le phare a été conçu par l'ingénieur civil écossais Alan Stevenson de la NLB, (oncle dde l'auteur écossais Robert Louis Stevenson et le feu est entré en service en 1849. La station se compose d'une tour cylindrique de 18 mètres de haut, qui est peinte en blanc. Elle supporte une seule galerie et une lanterne avec une coupole noire. Il y a 76 marches jusqu'au sommet de la tour. Adjacent à la tour se trouve une paire de chalets de gardien et les bâtiments annexes entouré d'un mur fortifié.
Le phare a été construit par M. Arnot d'Inverness, sous la surveillance d'Alan Stevenson, avec l'utilisation, pour la première fois, de vitres dans un cadrage à l'extérieur de la lanterne. Considéré comme une évolution technique de l'optique, le dessin a été utilisé comme norme pour tous les futurs phares construits par la NLB.
Afin de fournir du travail à la population locale qui avait été touchée par la famine de la pomme de terre dans les Highlands, et qui avait besoin d'aide, les ouvriers ont été embauchés à la construction de la route d'accès de Wick au phare.
En 1987, la lumière a été convertie en fonctionnement automatique, et les chalets du gardien ont été vendus et sont maintenant utilisés par le Clan Sinclair Trust (en) comme un centre d'étude pour la recherche sur l'histoire du clan. La maison du gardien principal et l'un des chalets ont également été convertis en logement de vacances.
Après l'automatisation, l'objectif original de Fresnel et le système mécanique de rotation ont été enlevés et sont maintenant exposés au Wick Heritage Centre, avec d'autres lentilles et systèmes de commande de cette période qui sont toujours en bon état de fonctionnement. Avec une hauteur focale de 53 m au-dessus du niveau de la mer, la lumière peut être vue jusqu'à 46 km. Sa caractéristique lumineuse est d'un flash de lumière toutes les vingt secondes. La couleur est blanche ou rouge, variant selon la direction.
La station entière, y compris la tour, les chalets et les dépendances des gardiens sont protégés comme un bâtiment classé de catégorie A et elle est considérée comme ayant une importance nationale ou internationale.

### Lien connexe
- Liste des phares en Écosse